# Герман Реммеле
Герман Реммеле (нім. Hermann Remmele) (5 листопада 1880, містечко Цигельхаузен неподалік Гейдельберга, тепер Німеччина — розстріляний 7 березня 1939, Москва, тепер Російська Федерація) — німецький комуністичний діяч, діяч міжнародного комуністичного руху, голова ЦК Комуністичної партії Німеччини в 1924 році.

## Життєпис
Народився в родині мельника. Брат президента Республіки Баден Адама Реммеле. 
За професією токар. Член соціал-демократичної партії Німеччини з 1897 року. Перебував у Спілці німецьких металістів. З 1908 року — соціал-демократичний партійний функціонер, редактор газети.
Служив у німецькій армії, учасник Першої світової війни у 1916—1918 роках. У 1917 році приєднався до Незалежної соціал-демократичної партії Німеччини. Під час Листопадової революції 1918 року — член Ради робітничих та солдатських депутатів у Мангеймі. У лютому 1919 року один із ініціаторів та організаторів Радянської республіки в Мангеймі.
У 1920 став членом Комуністичної партії Німеччини. З 1921 до 1933 року — член ЦК КПН.
У 1923—1926 роках — головний редактор Центрального друкованого органу (ЦО) КПН газети «Die Rote Fahne» («Червоний прапор»). У 1924—1933 був членом Президії Виконавчого комітету Комінтерну (ВККІ).
У 1924 році — голова ЦК Комуністичної партії Німеччини.
У 1925—1926 роках — керівник партійної організації КПН району Берлін—Бранденбург.
У 1932 році, через конфлікт із Ернестом Тельманом, знятий з керівних посад у партії та Комінтерні.
У 1933 році емігрував до СРСР. У 1937 році заарештований органами НКВС СРСР. 7 березня 1939 року розстріляний. Похований у братській могилі на території Нового Донського цвинтаря у Москві.
Реабілітований посмертно в 1988 році.